# Dušan Mlađan
Dušan Mlađan (in serbo Душан Млађан?; Belgrado, 16 novembre 1986) è un cestista e allenatore di pallacanestro serbo con cittadinanza svizzera, fratello di Marko e figlio dell'ex cestista Milan.

## Carriera
Debutta a 17 anni nel campionato svizzero dove chiude la sua prima stagione pro a 18 punti di media.
Nel 2005 tenta il grande salto e fa dei provini con i belgi del Telindus Ostenda, i serbi della Stella Rossa, e con le italiane Biella e Udine.
Proprio la formazione friulana lo tessera e gioca 11 partite.
Nella stagione successiva viene aggregato agli allenamenti estivi della Pallacanestro Varese.
Nel dicembre del 2006 passa in A2 con la Viola Reggio Calabria dove trova il campo ed il canestro con continuità segnando 9,8 punti di media in quasi 20 minuti di gioco in 13 partite.
Nel gennaio del 2008 torna a titolo definitivo nella sua Svizzera con il Lugano assieme al giovane polacco Pietras passato a Lugano in prestito.
Si conferma come giocatore di punta della formazione elvetica risultando come secondo miglior marcatore del campionato.
La Premiata Montegranaro crede in lui e lo tiene in rosa per la stagione 2008-09. 
Il 4 dicembre 2008 va in prestito per un mese alla Pallacanestro Roseto in Legadue ma si fa male alla prima gara disputata.
Il 1º marzo 2009 torna in Svizzera ai Lugano Tigers.
Il 16 aprile 2021 annuncia la fine della sua carriera con la nazionale svizzera dopo 60 presenze.

## Palmarès

### Club
- Campionato svizzero: 6

Lugano Tigers: 2009-10, 2010-11, 2011-12
Lions de Genève: 2014-15
Fribourg Olympic: 2017-18, 2018-19
- Coppa di Svizzera: 3

Lugano Tigers: 2011, 2012
Fribourg Olympic: 2018
- Coppa di Lega svizzera: 5

Lugano Tigers: 2011, 2012
Lions de Genève: 2015
Fribourg Olympic: 2018
Massagno: 2023
- Supercoppa di Svizzera: 2

Fribourg Olympic: 2016
Massagno: 2023

### Individuale
- Miglior giocatore svizzero del campionato SBL: 3

2009-10, 2011-12, 2012-13